# Liste der Grabstätten der Richter des Obersten Gerichtshofs der Vereinigten Staaten
Diese Liste der Begräbnisstätten der Richter des Obersten Gerichtshof der Vereinigten Staaten nennt die in 26 Bundesstaaten und dem District of Columbia liegenden Begräbnisstätten der Richter des Obersten Gerichtshofes der Vereinigten Staaten (Supreme Court of the United States), wovon sich mit 20 die meisten sich in Virginia befinde – 14 davon alleine auf dem Nationalfriedhof Arlington. Seit seiner Gründung im Jahr 1789 haben 114 Personen als Richter (Associate Justice oder Chief Justice) des Supreme Court gedient; von diesen sind bisher 105 verstorben. Der erste Tod eines Richters des Supreme Courts war der von James Wilson am 21. August 1798, und der bisher letzte war jener von David Souter am 8. Mai 2025. William Howard Taft, der nach seiner Amtszeit als Präsident der Vereinigten Staaten von 1909 bis 1913 zwischen 1921 und 1930 Richter am Supreme Court war der erste Richter, für den ein Staatsbegräbnis abgehalten wurde; Richterin Ginsburg, die von 1993 bis 2020 Associate Justice war, wurde als zweite und bisher letzte diese Ehre zuteil.
Die folgende Liste nennt für alle verstorbenen Richter des Supreme Courts den Bestattungsort, das Sterbedatum und die Reihenfolge ihrer Zugehörigkeit zum Obersten Gericht der Vereinigten Staaten. Fünf Richter dienten zunächst als Associate Justice und später als Chief Justice, nämlich: Charles Evans Hughes, A William Rehnquist, B John Rutledge, A Harlan F. Stone, B und Edward Douglass White. B Diese Richter haben zwar zwei verschiedene Positionen in dem Gericht besetzt, werden aber in dieser Liste nur einmal aufgeführt. Die angegebene Reihenfolge („order of justiceship“ (OJ)) richtet sich nach der ursprünglichen Ernennung in den Obersten Gerichtshof als Associate Justice.
| OJ  | Richter                             | Sterbedatum    | Begräbnisort                             | City                               | Staat                | Bild der Grabstätte |
| --- | ----------------------------------- | -------------- | ---------------------------------------- | ---------------------------------- | -------------------- | --- |
| 1   | CJ John Jay                         | 17. Mai 1829   | Jay Estate Cemetery                      | Rye                                | New York             | |
| 2   | CJ John Rutledge                    | 23. Juli 1800  | St. Michael's Churchyard                 | Charleston                         | South Carolina       | Grabstätte von Richter John Rutledge auf dem St. Michael's Churchyard in Charleston, South Carolina                                      |
| 3   | William Cushing                     | 13. Sep. 1810  | Cushing Cemetery                         | Scituate                           | Massachusetts        | Grabstätte von Richter William Cushing auf dem Cushing Memorial State Park in Scituate, Massachusetts                                    |
| 4   | James Wilson                        | 21. Aug. 1798  | Christ Church North Garden C             | Philadelphia                       | Pennsylvania         | |
| 5   | John Blair                          | 31. Aug. 1800  | Bruton Parish Episcopal Church Cemetery  | Williamsburg                       | Virginia             | Grabstätte von Richter John Blair auf dem Bruton Parish Episcopal Church Cemetery in Williamsburg, Virginia                              |
| 6   | James Iredell                       | 20. Okt. 1799  | Hayes Plantation Cemetery                | Edenton                            | North Carolina       | |
| 7   | Thomas Johnson                      | 26. Okt. 1819  | Mount Olivet Cemetery D                  | Frederick                          | Maryland             | Grabstätte von Richter Thomas Johnson auf dem Mount Olivet Cemetery in Frederick, Maryland                                               |
| 8   | William Paterson                    | 9. Sep. 1806   | Albany Rural Cemetery E                  | Menands                            | New York             | Grabstätte von Richter William Paterson auf dem Albany Rural Cemetery in Menands, New York                                               |
| 9   | Samuel Chase                        | 19. Juni 1811  | Old Saint Paul’s Cemetery                | Baltimore                          | Maryland             | |
| 10  | CJ Oliver Ellsworth                 | 26. Nov. 1807  | Palisado Cemetery                        | Windsor                            | Connecticut          | Grabstätte von Richter Oliver Ellsworth auf dem Palisado Cemetery in Windsor, Connecticut                                                |
| 11  | Bushrod Washington                  | 26. Nov. 1829  | Mount Vernon Burial Ground               | Mount Vernon                       | Virginia             | Grabstätte von Richter Bushrod Washington auf dem Mount Vernon Burial Ground in Mount Vernon, Virginia                                   |
| 12  | Alfred Moore                        | 15. Okt. 1810  | St. Philip’s Church Cemetery F           | Smithville Township                | North Carolina       | |
| 13  | CJ John Marshall                    | 6. Juli 1835   | Shockoe Hill Cemetery                    | Richmond                           | Virginia             | Grabstätte von Richter John Marshall auf dem Shockoe Hill Cemetery in Richmond, Virginia                                                 |
| 14  | William Johnson                     | 24. Aug. 1834  | Unsicher G                               | Charleston                         | South Carolina       | |
| 15  | Henry Brockholst Livingston         | 18. März 1823  | Green-Wood Cemetery H                    | Brooklyn                           | New York             | Grabstätte von Richter Henry Livingston auf dem Green-Wood Cemetery in New York, New York                                                |
| 16  | Thomas Todd                         | 7. Feb. 1826   | Frankfort Cemetery I                     | Frankfort                          | Kentucky             | |
| 17  | Gabriel Duvall                      | 6. März 1844   | Marietta Burial Grounds                  | Glenn Dale                         | Maryland             | Grabstätte von Richter Gabriel Duvall in Glenn Dale, Maryland                                                                            |
| 18  | Joseph Story                        | 10. Sep. 1845  | Mount Auburn Cemetery                    | Cambridge                          | Massachusetts        | Grabstätte von Richter Joseph Story auf dem Mount Auburn Cemetery in Cambridge, Massachusetts                                            |
| 19  | Smith Thompson                      | 18. Dez. 1843  | Poughkeepsie Rural Cemetery              | Poughkeepsie                       | New York             | Grabstätte von Richter Smith Thompson auf dem Poughkeepsie Rural Cemetery in Poughkeepsie, New York                                      |
| 20  | Robert Trimble                      | 25. Aug. 1828  | Paris Cemetery                           | Paris                              | Kentucky             | Grabstätte von Richter Robert Trimble auf dem Paris Cemetery in Paris, Kentucky                                                          |
| 21  | John McLean                         | 4. Apr. 1861   | Spring Grove Cemetery                    | Cincinnati                         | Ohio                 | Grabstätte von Richter John McLean auf dem Spring Grove Cemetery in Cincinnati, Ohio                                                     |
| 22  | Henry Baldwin                       | 21. Apr. 1844  | Greendale Cemetery J                     | Meadville                          | Pennsylvania         | Grave of Justice Henry Baldwin |
| 23  | James Moore Wayne                   | 5. Juli 1867   | Laurel Grove Cemetery                    | Savannah K                         | Georgia              | |
| 24  | CJ Roger B. Taney                   | 12. Okt. 1864  | St. John the Evangelist Cemetery         | Frederick                          | Maryland             | Grabstätte von Richter Roger Taney auf dem St. John the Evangelist Cemetery in Frederick, Maryland                                       |
| 25  | Philip P. Barbour                   | 25. Feb. 1841  | Congressional Cemetery                   | Washington                         | District of Columbia | Grabstätte von Richter Philip P. Barbour auf dem Congressional Cemetery in Washington, D.C.                                              |
| 26  | John Catron                         | 30. Mai 1865   | Mount Olivet Cemetery                    | Nashville                          | Tennessee            | |
| 27  | John McKinley                       | 19. Juli 1852  | Cave Hill Cemetery                       | Louisville                         | Kentucky             | |
| 28  | Peter Vivian Daniel                 | 31. Mai 1860   | Hollywood Cemetery                       | Richmond                           | Virginia             | |
| 29  | Samuel Nelson                       | 13. Dez. 1873  | Lakewood Cemetery                        | Cooperstown                        | New York             | |
| 30  | Levi Woodbury                       | 4. Sep. 1851   | Harmony Grove Cemetery                   | Portsmouth                         | New Hampshire        | Grabstätte von Richter Levi Woodbury in Portsmouth, New Hampshire                                                                        |
| 31  | Robert Cooper Grier                 | 25. Sep. 1870  | West Laurel Hill Cemetery                | Bala Cynwyd                        | Pennsylvania         | |
| 32  | Benjamin Robbins Curtis             | 15. Sep. 1874  | Mount Auburn Cemetery                    | Cambridge                          | Massachusetts        | Grabstätte von Richter Benjamin Curtis auf dem Mount Auburn Cemetery in Cambridge, Massachusetts                                         |
| 33  | John Archibald Campbell             | 12. März 1889  | Green Mount Cemetery                     | Baltimore                          | Maryland             | Grabstätte von Richter John Campbell auf dem Green Mount Cemetery in Baltimore, Maryland                                                 |
| 34  | Nathan Clifford                     | 25. Juli 1881  | Evergreen Cemetery                       | Portland K                         | Maine                | |
| 35  | Noah Haynes Swayne                  | 8. Juni 1884   | Oak Hill Cemetery                        | Washington                         | District of Columbia | Grabstätte von Richter Noah Swayne auf dem Oak Hill Cemetery in Washington, D.C.                                                         |
| 36  | Samuel Freeman Miller               | 13. Okt. 1890  | Oakland Cemetery                         | Keokuk                             | Iowa                 | |
| 37  | David Davis                         | 26. Juni 1886  | Evergreen Memorial Cemetery              | Bloomington                        | Illinois             | |
| 38  | Stephen Johnson Field               | 9. Apr. 1899   | Rock Creek Cemetery                      | Washington                         | District of Columbia | Grabstätte von Richter Stephen Field auf dem Rock Creek Cemetery in Washington, D.C.                                                     |
| 39  | CJ Salmon P. Chase                  | 7. Mai 1873    | Spring Grove Cemetery L                  | Cincinnati                         | Ohio                 | Grabstätte von Richter Salmon Chase auf dem Spring Grove Cemetery in Cincinnati, Ohio                                                    |
| 40  | William Strong                      | 19. Aug. 1895  | Charles Evans Cemetery                   | Reading                            | Pennsylvania         | Grabstätte von Richter William Strong auf dem Charles Evans Cemetery in Reading, Pennsylvania                                            |
| 41  | Joseph P. Bradley                   | 22. Jan. 1892  | Mount Pleasant Cemetery                  | Newark                             | New Jersey           | Grabstätte von Richter Joseph Bradley auf dem Mount Pleasant Cemetery in Newark, New Jersey                                              |
| 42  | Ward Hunt                           | 24. März 1886  | Forest Hill Cemetery                     | Utica                              | New York             | |
| 43  | CJ Morrison Waite                   | 23. März 1888  | Woodlawn Cemetery                        | Toledo                             | Ohio                 | Grabstätte von Richter Morrison Waite auf dem Woodlawn Cemetery in Toledo, Ohio                                                          |
| 44  | John Marshall Harlan                | 14. Okt. 1911  | Rock Creek Cemetery                      | Washington                         | District of Columbia | Grabstätte von Richter John Harlan auf dem Rock Creek Cemetery in Washington, D.C.                                                       |
| 45  | William Burnham Woods               | 14. Mai 1887   | Cedar Hill Cemetery                      | Newark                             | Ohio                 | |
| 46  | Stanley Matthews                    | 22. März 1889  | Spring Grove Cemetery                    | Cincinnati                         | Ohio                 | Grave of Justice Stanley Matthews |
| 47  | Horace Gray                         | 15. Sep. 1902  | Mount Auburn Cemetery                    | Cambridge                          | Massachusetts        | Grabstätte von Richter Horace Gray auf dem Mount Auburn Cemetery in Cambridge, Massachusetts                                             |
| 48  | Samuel Blatchford                   | 7. Juli 1893   | Green-Wood Cemetery                      | Brooklyn                           | New York             | Grabstätte von Richter Samuel Blatchford auf dem Green-Wood Cemetery in New York, New York                                               |
| 49  | Lucius Quintus Cincinnatus Lamar II | 23. Jan. 1893  | Oxford Memorial Cemetery M               | Oxford                             | Mississippi          | |
| 50  | CJ Melville Fuller                  | 4. Juli 1910   | Graceland Cemetery                       | Chicago                            | Illinois             | Grave of Justice Melville Fuller |
| 51  | David Josiah Brewer                 | 28. März 1910  | Mount Muncie Cemetery                    | Lansing                            | Kansas               | |
| 52  | Henry Billings Brown                | 4. Sep. 1913   | Elmwood Cemetery                         | Detroit                            | Michigan             | |
| 53  | George Shiras Jr.                   | 2. Aug. 1924   | Allegheny Cemetery                       | Pittsburgh                         | Pennsylvania         | |
| 54  | Howell Edmunds Jackson              | 8. Aug. 1895   | Mount Olivet Cemetery N                  | Nashville                          | Tennessee            | |
| 55  | CJ Edward Douglass White            | 19. Mai 1921   | Oak Hill Cemetery                        | Washington                         | District of Columbia | Grabstätte von Richter Edward White auf dem Oak Hill Cemetery in Washington, D.C.                                                        |
| 56  | Rufus W. Peckham                    | 24. Okt. 1909  | Albany Rural Cemetery                    | Menands                            | New York             | Grabstätte von Richter Rufus Peckham auf dem Albany Rural Cemetery in Menands, New York                                                  |
| 57  | Joseph McKenna                      | 21. Nov. 1926  | Mount Olivet Cemetery                    | Washington                         | District of Columbia | Grabstätte von Richter Joseph McKenna auf dem Mount Olivet Cemetery in Washington, D.C.                                                  |
| 58  | Oliver Wendell Holmes Jr.           | 6. März 1935   | Arlington National Cemetery              | Arlington                          | Virginia             | Grabstätte von Richter Oliver Holmes auf dem Arlington National Cemetery in Arlington, Virginia                                          |
| 59  | William R. Day                      | 9. Juli 1923   | West Lawn Cemetery                       | Canton                             | Ohio                 | |
| 60  | William Henry Moody                 | 2. Juli 1917   | South Byfield Cemetery                   | Georgetown                         | Massachusetts        | Grabstätte von Richter William Moody auf dem South Byfield Cemetery in Georgetown, Massachusetts                                         |
| 61  | Horace Harmon Lurton                | 12. Juli 1914  | Greenwood Cemetery                       | Clarksville                        | Tennessee            | |
| 62  | CJ Charles Evans Hughes             | 27. Aug. 1948  | Woodlawn Cemetery                        | The Bronx                          | New York             | Grabstätte von Richter Charles Hughes auf dem Woodlawn Cemetery in New York, New York                                                    |
| 63  | Willis Van Devanter                 | 8. Feb. 1941   | Rock Creek Cemetery                      | Washington                         | District of Columbia | Grabstätte von Richter Willis Van Devanter auf dem Rock Creek Cemetery in Washington, D.C.                                               |
| 64  | Joseph Rucker Lamar                 | 2. Jan. 1916   | Summerville Cemetery                     | Augusta                            | Georgia              | |
| 65  | Mahlon Pitney                       | 9. Dez. 1924   | Evergreen Cemetery                       | Morristown                         | New Jersey           | Grabstätte von Richter Mahlon Pitney auf dem Evergreen Cemetery in Morristown, New Jersey                                                |
| 66  | James Clark McReynolds              | 24. Aug. 1946  | Glenwood Cemetery                        | Elkton                             | Kentucky             | Grave of Justice James Clark McReynolds                                                                                                  |
| 67  | Louis Brandeis                      | 5. Okt. 1941   | Louis D. Brandeis School of Law          | Louisville                         | Kentucky             | |
| 68  | John Hessin Clarke                  | 22. März 1945  | Lisbon Cemetery                          | Lisbon                             | Ohio                 | Grave of Justice John Hessin Clarke |
| 69  | CJ William Howard Taft              | 8. März 1930 O | Arlington National Cemetery              | Arlington                          | Virginia             | Grabstätte von Richter William Taft auf dem Arlington National Cemetery in Arlington, Virginia                                           |
| 70  | George Sutherland                   | 18. Juli 1942  | Cedar Hill Cemetery P                    | Suitland                           | Maryland             | Grabstätte von Richter George Sutherland auf dem Cedar Hill Cemetery in Suitland, Maryland                                               |
| 71  | Pierce Butler                       | 16. Nov. 1939  | Calvary Cemetery                         | Saint Paul K                       | Minnesota            | Grabstätte von Richter Pierce Butler auf dem Calvary Cemetery in St. Paul, Minnesota                                                     |
| 72  | Edward Terry Sanford                | 8. März 1930 O | Greenwood Cemetery                       | Knoxville                          | Tennessee            | Grabstätte von Richter Edward Sanford auf dem Greenwood Cemetery in Knoxville, Tennessee                                                 |
| 73  | CJ Harlan F. Stone                  | 22. Apr. 1946  | Rock Creek Cemetery                      | Washington                         | District of Columbia | Grabstätte von Richter Harlan Stone auf dem Rock Creek Cemetery in Washington, D.C.                                                      |
| 74  | Owen Roberts                        | 17. Mai 1955   | St. Andrew's Cemetery                    | West Vincent Township              | Pennsylvania         | Grabstätte von Richter Owen Roberts auf dem St. Andrew’s Cemetery in West Vincent, Pennsylvania                                          |
| 75  | Benjamin N. Cardozo                 | 9. Juli 1938   | Beth Olam Cemetery                       | Cypress Hills                      | New York             | Grabstätte von Richter Benjamin Cardozo auf dem Beth Olam Cemetery in New York, New York                                                 |
| 76  | Hugo Black                          | 25. Sep. 1971  | Arlington National Cemetery              | Arlington                          | Virginia             | Grabstätte von Richter Hugo Black auf dem Arlington National Cemetery in Arlington, Virginia                                             |
| 77  | Stanley Forman Reed                 | 2. Apr. 1980   | Maysville Cemetery                       | Maysville                          | Kentucky             | |
| 78  | Felix Frankfurter                   | 22. Feb. 1965  | Mount Auburn Cemetery                    | Cambridge                          | Massachusetts        | Grabstätte von Richter Felix Frankfurter auf dem Mount Auburn Cemetery in Cambridge, Massachusetts                                       |
| 79  | William O. Douglas                  | 19. Jan. 1980  | Arlington National Cemetery              | Arlington                          | Virginia             | Grabstätte von Richter William Douglass auf dem Arlington National Cemetery in Arlington, Virginia                                       |
| 80  | Frank Murphy                        | 19. Juli 1949  | Our Lady of Lake Huron Catholic Cemetery | Sand Beach Township (Harbor Beach) | Michigan             | Grabstätte von Richter Frank Murphy auf dem Our Lady of Lake Huron Catholic Cemetery in Sand Beach Township, Michigan, near Harbor Beach |
| 81  | James F. Byrnes                     | 9. Apr. 1972   | Trinity Episcopal Cathedral Cemetery     | Columbia                           | South Carolina       | |
| 82  | Robert H. Jackson                   | 9. Okt. 1954   | Maple Grove Cemetery                     | Frewsburg                          | New York             | Grave of Justice Robert H. Jackson |
| 83  | Wiley Blount Rutledge               | 10. Sep. 1949  | Green Mountain Cemetery                  | Boulder                            | Colorado             | |
| 84  | Harold Hitz Burton                  | 28. Okt. 1964  | Highland Park Cemetery                   | Highland Hills                     | Ohio                 | |
| 85  | CJ Fred M. Vinson                   | 8. Sep. 1953   | Pine Hill Cemetery                       | Louisa                             | Kentucky             | |
| 86  | Tom C. Clark                        | 13. Juni 1977  | Restland Memorial Park                   | Dallas                             | Texas                | |
| 87  | Sherman Minton                      | 9. Apr. 1965   | Holy Trinity Cemetery                    | New Albany                         | Indiana              | Grabstätte von Richter Sherman Minton auf dem Holy Trinity Cemetery in New Albany, Indiana                                               |
| 88  | CJ Earl Warren                      | 9. Juli 1974   | Arlington National Cemetery              | Arlington                          | Virginia             | Grabstätte von Richter Earl Warren auf dem Arlington National Cemetery in Arlington, Virginia                                            |
| 89  | John Marshall Harlan                | 29. Dez. 1971  | Emmanuel Episcopal Church Cemetery       | Weston                             | Connecticut          | Grabstätte von Richter Harlan II auf dem Emmanuel Episcopal Church Cemetery in Weston, Connecticut                                       |
| 90  | William J. Brennan Jr.              | 24. Juli 1997  | Arlington National Cemetery              | Arlington                          | Virginia             | Grabstätte von Richter William Brennan auf dem Arlington National Cemetery in Arlington, Virginia                                        |
| 91  | Charles Evans Whittaker             | 26. Nov. 1973  | Forest Hill Cemetery                     | Kansas City                        | Missouri             | |
| 92  | Potter Stewart                      | 7. Dez. 1985   | Arlington National Cemetery              | Arlington                          | Virginia             | Grabstätte von Richter Potter Stewart auf dem Arlington National Cemetery in Arlington, Virginia                                         |
| 93  | Byron White                         | 15. Apr. 2002  | St. Johns Cathedral                      | Denver                             | Colorado             | |
| 94  | Arthur Goldberg                     | 19. Jan. 1990  | Arlington National Cemetery              | Arlington                          | Virginia             | Grabstätte von Richter Arthur Goldberg auf dem Arlington National Cemetery in Arlington, Virginia                                        |
| 95  | Abe Fortas                          | 5. Apr. 1982   | Cedar Hill Cemetery                      | Suitland                           | Maryland             | |
| 96  | Thurgood Marshall                   | 24. Jan. 1993  | Arlington National Cemetery              | Arlington                          | Virginia             | Grabstätte von Richter Thurgood Marshall auf dem Arlington National Cemetery in Arlington, Virginia                                      |
| 97  | CJ Warren E. Burger                 | 25. Juni 1995  | Arlington National Cemetery              | Arlington                          | Virginia             | Grabstätte von Richter Warren Burger auf dem Arlington National Cemetery in Arlington, Virginia                                          |
| 98  | Harry Blackmun                      | 4. März 1999   | Arlington National Cemetery              | Arlington                          | Virginia             | Grabstätte von Richter Harry Blackmun auf dem Arlington National Cemetery in Arlington, Virginia                                         |
| 99  | Lewis F. Powell Jr.                 | 25. Aug. 1998  | Hollywood Cemetery                       | Richmond                           | Virginia             | Grabstätte von Richter Lewis Powell auf dem Hollywood Cemetery in Richmond, Virginia                                                     |
| 100 | CJ William Rehnquist                | 3. Sep. 2005   | Arlington National Cemetery              | Arlington                          | Virginia             | Grabstätte von Richter William Rehnquist auf dem Arlington National Cemetery in Arlington, Virginia                                      |
| 101 | John Paul Stevens                   | 16. Juli 2019  | Arlington National Cemetery              | Arlington                          | Virginia             | |
| 102 | Sandra Day O'Connor                 | 1. Dez. 2023   | Lazy B Ranch                             | Duncan K                           | Arizona              | |
| 103 | Antonin Scalia                      | 13. Feb. 2016  | Fairfax Memorial Park                    | Fairfax                            | Virginia             | Grabstätte von Richter Antonin Scalia auf dem Fairfax Memorial Park in Fairfax, Virginia                                                 |
| 105 | David Souter                        | 8. Mai 2025    | TBA                                      | TBA                                | TBA                  | |
| 107 | Ruth Bader Ginsburg                 | 18. Sep. 2020  | Arlington National Cemetery              | Arlington                          | Virginia             | |

## Belege
1. ↑  Eyder Peralta: In Photos: A Short History Of Official Funerals For Supreme Court Justices. NPR, 16. Februar 2016, abgerufen am 4. Juni 2018 (englisch).
2. ↑  Tucker Higgins: Ruth Bader Ginsburg to be first woman to lie in state at Capitol and will lie in repose at Supreme Court. In: CNBC. 21. September 2020, abgerufen am 21. September 2020 (englisch).
3. ↑  Those Who Have Lain in State or in Honor in the United States Capitol. Architect of the Capitol, Office of the Curator, Januar 2025, abgerufen am 14. Mai 2025 (englisch).
4. ↑  John Jay: First Chief Judge of the New York Supreme Court, 1777–1778. In: nycourts.gov. Historical Society of the New York Courts, abgerufen am 14. Mai 2025 (amerikanisches Englisch).
5. ↑  A Biography of John Rutledge 1739–1800. In: let.rug.nl. University of Groningen, abgerufen am 29. März 2020 (englisch).
6. ↑  Martha Lyon Landscape Architecture, Fannin—Lehner Preservation Consultants, CME Associates: Scituate Burial Sites Survey. (PDF) Scituate Historical Society, 2007, S. 12–13, abgerufen am 29. März 2020 (englisch).
7. 1 2 3 4 5 6 7 8 9 10  George A. Christensen: Here Lies the Supreme Court: Gravesites of the Justices. In: Yearbook 1983 Supreme Court Historical Society. Nr. 1983. Supreme Court Historical Society via Internet Archive, Washington, D.C., S. 17–30 (englisch, supremecourthistory.org (Memento des Originals vom 3. September 2005 im Internet Archive) [abgerufen am 12. Mai 2025]).
8. ↑  A Biography of John Blair 1732–1800. In: let.rug.nl. University of Groningen, abgerufen am 29. März 2020 (englisch).
9. ↑  Don Higginbotham: Iredell, James, Sr. In: Dictionary of North Carolina Biography. University of North Carolina Press, 2012, archiviert vom Original am 4. November 2021; abgerufen am 2. April 2020 (englisch).
10. 1 2  Chris Haugh: Frederick's Patriot–TJ. In: Stories in Stone. Mount Olivet Cemetery, 24. Oktober 2019, abgerufen am 2. April 2020 (englisch).
11. ↑  William Paterson (1745–1806). In: Albany.edu. University at Albany SUNY and Albany Rural Cemetery, abgerufen am 2. April 2020 (englisch).
12. ↑  Samuel Chase (1741–1811). In: msa.maryland.gov. Maryland State Archives, abgerufen am 29. März 2020 (englisch, MSA SC 3520-235).
13. ↑  A Biography of Oliver Ellsworth 1745–1807. In: let.rug.nl. University of Groningen, abgerufen am 29. März 2020 (englisch).
14. ↑  M. Earl Smith: Bushrod Washington. In: mountvernon.org. Mount Vernon Ladies’ Association, abgerufen am 13. Mai 2025 (englisch).
15. 1 2  James M. Clifton: Moore, Alfred. In: Dictionary of North Carolina Biography. University of North Carolina Press, 1991, abgerufen am 3. April 2020 (englisch).
16. ↑  Melissa Scott Sinclair:  That Hidden Place In: Richmond Magazine, 5. August 2018. Abgerufen am 3. April 2020 (englisch).
17. 1 2  Michael B. Dougan: Henry Brockholst Livingston, eingeschränkte Vorschau in der Google-Buchsuche S. 587. (englisch).
18. ↑  John E. Kleber (Hrsg.): The Kentucky Encyclopedia. University Press of Kentucky, 1992, ISBN 0-8131-1772-0, Todd, Thomas, S. 888 (englisch, google.com [abgerufen am 5. April 2020]).
19. ↑  Gabriel Duvall (1752–1844). In: msa.maryland.gov. Maryland State Archives, abgerufen am 29. März 2020 (englisch, MSA SC 3520-379).
20. 1 2 3 4  Mount Auburn's Notable Jurists: United States Supreme Court Justices. In: mountauburn.org. Mount Auburn Cemetery, abgerufen am 3. April 2020 (englisch).
21. ↑  Donals M. Roper: The Oxford Companion to the Supreme Court of the United States. Hrsg.: Kermit L. Hall. 2. Auflage. Oxford University Press, New York, New York 2005, ISBN 978-0-19-517661-2, Thompson, Smith, S. 1019 (englisch, google.com).
22. ↑  John S. Goff: Mr. Justice Trimble Of The United States Supreme Court. In: The Register of the Kentucky Historical Society. 58. Jahrgang, Nr. 1. Kentucky Historical Society, Frankfort, Kentucky Januar 1960, S. 6–28, JSTOR:23374516 (englisch).
23. ↑  John McLean (1785–1861). In: dickinson.edu. Archives & Special Collections at Dickinson College, abgerufen am 3. April 2020 (englisch).
24. ↑  Robert G. Seddig: The Oxford Companion to the Supreme Court of the United States. Hrsg.: Kermit L. Hall. 2. Auflage. Oxford University Press, New York, New York 2005, ISBN 978-0-19-517661-2, Baldwin, Henry, S. 70 (englisch, google.com).
25. ↑  James Moore Wayne papers. In: ghs.galileo.usg.edu. Georgia Historical Society, abgerufen am 2. April 2020 (englisch).
26. ↑  Roger Brooke Taney (1777–1864). In: msa.maryland.gov. Maryland State Archives, abgerufen am 29. März 2020 (englisch, MSA SC 3520-1500).
27. ↑  Charles D. Lowery: Philip Pendleton Barbour (1783–1841). In: encyclopediavirginia.org. Virginia Humanities, abgerufen am 13. Mai 2025 (englisch).
28. ↑  John Gibbons: She Made Him Judge. In: Chicago Law Journal. 17. Jahrgang, Nr. 6, August 1896, S. 669 (englisch, google.com [abgerufen am 5. April 2020]).
29. ↑  McKinley, John (1780–1852). In: Biographical Directory of the United States Congress 1774–Present. Office of the Historian, U.S. House of Representatives, abgerufen am 6. April 2020 (englisch).
30. ↑  Martin S. Lane: Peter V. Daniel Jr. (1818–1889). In: encyclopediavirginia.org. Virginia Humanities, abgerufen am 13. Mai 2025 (englisch).
31. 1 2 3 4 5 6 7 8  Lee Epstein, Jeffrey A. Segal, Harold J. Spaeth, Thomas G. Walker: The Supreme Court Compendium: Data, Decisions, and Developments. 6th Auflage. CQ Press, Washington, D.C. 2015, ISBN 978-1-4833-7660-8, Table 5-100The Deaths of the Justices, S. 4–57–62 (englisch, google.com).
32. ↑  Gov. Levi Woodbury. In: nga.org. National Governors Association, 3. Januar 2017, abgerufen am 5. April 2020 (englisch).
33. ↑  Kermit L. Hall (Hrsg.): The Oxford Companion to the Supreme Court of the United States. 2. Auflage. Oxford University Press, New York, New York 2005, ISBN 978-0-19-517661-2, Grier, Robert Curtis, S. 405 (englisch, google.com).
34. ↑  John Eicher, David Eicher: Civil War High Commands. Stanford University Press, Redwood City, California 2002, ISBN 0-8047-3641-3, S. 161 (englisch, google.com [abgerufen am 5. April 2025]).
35. ↑  Clifford, Nathan. In: maineanencyclopedia.com. Maine: An Encyclopedia, 22. Oktober 2011, abgerufen am 12. Mai 2025 (englisch).
36. ↑  Kermit L. Hall: Miller, Samuel Freeman eingeschränkte Vorschau in der Google-Buchsuche (englisch).
37. ↑  Davis, David (1815–1886). In: Biographical Directory of the United States Congress 1774–Present. Office of the Historian, U.S. House of Representatives, abgerufen am 6. April 2020 (englisch).
38. ↑  Carl Brent Swisher: Stephen J. Field: Craftsman of the Law. The Brookings Institution via HathiTrust, Washington, D.C. 1930, S. 449 (englisch, hathitrust.org [abgerufen am 5. April 2020]).
39. ↑  A Biography of Salmon Portland Chase (1808–1873): Death of the Chief Justice. In: let.rug.nl. University of Groningen, abgerufen am 29. März 2020 (englisch).
40. ↑   Funeral Of Justice Strong; Laid at Rest in the Charles Evans Cemetery at Reading, Penn. In: The New York Times, 22. August 1895, S. 8. Abgerufen am 5. April 2020 (englisch).
41. ↑   Funeral of Justice Hunt In: The New York Times, 29. März 1886, S. 1. Abgerufen am 7. April 2020 (englisch).
42. ↑  Rebecca Deck Visser, Renee Ciminillo Jayne: Toledo's Woodlawn Cemetery: Images of America. Arcadia Publishing, Charleston, South Carolina 2014, ISBN 978-1-4671-1295-6, S. 80–81 (englisch, google.com [abgerufen am 6. April 2020]).
43. ↑  John S. Goff: Justice John Marshall Harlan Of Kentucky. In: The Register of the Kentucky Historical Society. 55. Jahrgang, Nr. 2. Kentucky Historical Society, Frankfort, Kentucky April 1957, S. 109–133, JSTOR:23374235 (englisch).
44. ↑  Kermit L. Hall (Hrsg.): The Oxford Companion to the Supreme Court of the United States. 2. Auflage. Oxford University Press, New York, New York 2005, ISBN 978-0-19-517661-2, Woods, William Burnham, S. 1097 (englisch, google.com).
45. ↑  Matthews, Stanley (1824–1889). In: Biographical Directory of the United States Congress 1774–Present. Office of the Historian, U.S. House of Representatives, abgerufen am 6. April 2020 (englisch).
46. ↑   Will Rest To–day In Greenwood; Justice Blatchford's Body Transported Last Night from Newport In: The New York Times, 12. Juli 1893, S. 8. Abgerufen am 6. April 2020 (englisch).
47. 1 2  Lamar, Lucius Quintus Cincinnatus (1825–1893). In: Biographical Directory of the United States Congress 1774–Present. Office of the Historian, U.S. House of Representatives, abgerufen am 6. April 2020 (englisch).
48. ↑  Matt Hucke, Ursula Bielski: Graveyards of Chicago: The People, History, Art, and Lore of Cook County Cemeteries. Lake Claremont Press, Chicago, Illinois 1999, ISBN 0-9642426-4-8, S. 23 (englisch, google.com [abgerufen am 6. April 2020]).
49. ↑  Stephen R. McAllister: The Kansas Justice, David Josiah Brewer. In: The Green Bag. 19. Jahrgang, Nr. 1, August 2015, S. 37–53 (amerikanisches Englisch, greenbag.org [PDF]).
50. ↑  Lisa Speranza, Nancy Foley: Allegheny Cemetery: Images of America. Arcadia Publishing, Charleston, South Carolina 2016, ISBN 978-1-4671-1738-8, S. 77 (englisch, google.com [abgerufen am 6. April 2020]).
51. ↑  John M. Scheb II: Jackson, Howell Edmonds eingeschränkte Vorschau in der Google-Buchsuche (englisch).
52. ↑  White, Edward Douglass (1845–1921). In: Biographical Directory of the United States Congress 1774–Present. Office of the Historian, U.S. House of Representatives, abgerufen am 6. April 2020 (englisch).
53. ↑  Megan W. Benett: Rufus W. Peckham Jr. In: history.nycourts.gov. Historical Society of the New York Courts, abgerufen am 2. April 2020 (englisch).
54. ↑  McKenna, Joseph (1843–1926). In: Biographical Directory of the United States Congress 1774–Present. Office of the Historian, U.S. House of Representatives, abgerufen am 6. April 2020 (englisch).
55. 1 2 3 4 5 6 7 8 9 10 11 12 13  Notable Graves: Supreme Court. In: arlingtoncemetery.mil. Advisory Committee on Arlington National Cemetery, abgerufen am 29. März 2020 (englisch).
56. ↑   Ex-Justice William R. Day Buried In: The New York Times, 13. Juli 1923, S. 15. Abgerufen am 7. April 2020 (englisch).
57. ↑  Moody, William Henry (1853–1917). In: Biographical Directory of the United States Congress 1774–Present. Office of the Historian, U.S. House of Representatives, abgerufen am 6. April 2020 (englisch).
58. ↑  Ed Young: Horace Harmon Lurton. In: tennesseeencyclopedia.net. Tennessee Historical Society, 1. März 2018, abgerufen am 13. Mai 2025 (englisch).
59. ↑  John Q. Barrett: Remembering Two Legends in Law. In: law.columbia.edu. Columbia Law School, abgerufen am 3. April 2020 (englisch).
60. ↑  Willis van Devanter [1859–1941]. New Netherland Institute, abgerufen am 7. April 2020 (englisch).
61. ↑  Kermit L. Hall (Hrsg.): The Oxford Companion to the Supreme Court of the United States. 2. Auflage. Oxford University Press, New York, New York 2005, ISBN 978-0-19-517661-2, Pitney, Mahlon, S. 736 (englisch, google.com).
62. ↑  Ann McReynolds Bush: Executive Disorder: The Subversion of the United States Supreme Court, 1914–1940. Cornelia Wendell Bush, 2010, ISBN 978-1-4536-5264-0, S. 240, 244 (englisch, google.com).
63. ↑  Our History and Traditions. In: louisville.edu. University of Louisville Louis D. Brandeis School of Law, abgerufen am 3. April 2020 (englisch).
64. ↑  Kermit L. Hall: Clarke, John Hessin eingeschränkte Vorschau in der Google-Buchsuche (englisch).
65. ↑  Sutherland, George (1862–1942). In: Biographical Directory of the United States Congress 1774–Present. Office of the Historian, U.S. House of Representatives, abgerufen am 6. April 2020 (englisch).
66. ↑  Stew Thornley: Six Feet Under: A Graveyard Guide to Minnesota. Minnesota Historical Society Press, St. Paul, Minnesota 2004, ISBN 0-87351-514-5, S. 80 (englisch, google.com).
67. 1 2  U.S. Justice Edward Sanford (Memento vom 2. Februar 2012 im Internet Archive)
68. ↑  Chief Justice Harlan F. Stone October 11, 1872 – April 22, 1946. In: chesterfieldhistoricalsociety-nh.org. Chesterfield New Hampshire Historical Society, archiviert vom Original am 23. November 2021; abgerufen am 5. April 2020 (englisch).
69. ↑  Judith S. Kaye: Benjamin Nathan Cardozo. In: history.nycourts.gov. Historical Society of the New York Courts, abgerufen am 2. April 2020 (englisch).
70. ↑  John E. Kleber (Hrsg.): The Kentucky Encyclopedia. University Press of Kentucky, 1992, ISBN 0-8131-1772-0, Reed, Stanley Forman, S. 921 (englisch, google.com [abgerufen am 5. April 2020]).
71. ↑  Gov. Frank Murphy. In: nga.org. National Governors Association, Januar 2011, abgerufen am 5. April 2020 (englisch).
72. ↑  Byrnes, James Francis (1882–1972). In: Biographical Directory of the United States Congress 1774–Present. Office of the Historian, U.S. House of Representatives, abgerufen am 6. April 2020 (englisch).
73. ↑  Tom Longden:  Wiley Blount Rutledge In: The Des Moines Register. Abgerufen am 6. April 2020 (englisch).
74. ↑  Burton, Harold Hitz (1888–1964). In: Biographical Directory of the United States Congress 1774–Present. Office of the Historian, U.S. House of Representatives, abgerufen am 6. April 2020 (englisch).
75. ↑  John E. Kleber (Hrsg.): The Kentucky Encyclopedia. University Press of Kentucky, 1992, ISBN 0-8131-1772-0, Vinson, Frederick Moore, S. 921 (englisch, google.com [abgerufen am 5. April 2020]).
76. ↑  Minton, Sherman (1890–1965). In: Biographical Directory of the United States Congress 1774–Present. Office of the Historian, U.S. House of Representatives, abgerufen am 6. April 2020 (englisch).
77. ↑   Harlan's Funeral Attended By Ex-Colleagues on Court In: The New York Times, 5. Januar 1972, S. 40. Abgerufen am 7. April 2020 (englisch).
78. ↑  Elizabeth Davis:  Historically Yours: Missourian served on US Supreme Court In: News Tribune, 2. Januar 2019. Abgerufen am 3. April 2020 (englisch).
79. ↑  Richard E. Wood: Here Lies Colorado: Fascinating Figures in Colorado History. Farcountry Press, Helena, Montana 2005, ISBN 978-1-56037-334-6 (englisch, farcountrypress.com).
80. ↑  Justice Lewis F. Powell. Hollywood Cemetery Company, abgerufen am 6. April 2020 (englisch).
81. ↑  Lindsey C. Riley:  Sandra Day O'Connor honored auf dem Phoenix funeral on Dec. 22, KJZZ, 23. Dezember 2023 (englisch).
82. ↑   Scalia's burial spot is now public – thanks to the internet, CBS News, 5. September 2016. Abgerufen am 6. April 2020 (englisch).
83. ↑  Jessica Gresko:  Justice Ginsburg buried auf dem Arlington in private ceremony, ABC News, 29. September 2020. Abgerufen am 11. Oktober 2020 (englisch).
84. ↑  Russell Hatter, Gene Burch: A Walking Tour of Historic Frankfort. Gene Burch, 2002, ISBN 978-0-9637008-3-4, S. 8 (englisch, google.com).